# Pedro de Toledo y Leiva
Pedro de Toledo y Leiva (Úbeda, 1585-Mancera de Abajo, 9 de marzo de 1654) fue un noble, político y militar español titulado primer marqués de Mancera y VI señor de Mancera y de las Cinco Villas, que llegó a ser gobernador y capitán general de Galicia durante ocho años y virrey del Perú de 1639 a 1648.

## Primeros años
Pedro de Toledo y Leiva nació en la ciudad de Úbeda (Jaén) en 1585, siendo hijo de Luis Álvarez de Toledo y Mendoza, IV señor de Mancera en la provincia de Salamanca y Cinco Villas y comendador de Alange en la Orden de Santiago, y de Isabel de Leiva, hija de Sancho Martínez de Leiva, virrey de Navarra, y de Leonor de Mendoza, hija de los señores de La Corzana.
Pedro heredó de su hermano Enrique Álvarez de Toledo y Leiva, V señor de Mancera, el señorío. Fue asimismo comendador de Esparragal y caballero de la Orden de Alcántara.
Desde muy joven sirvió a bordo de las galeras, con quince años ya se halló combatiendo en Italia (1600), y un año después en la campaña de Argel conducida por el príncipe Juan Andrea Doria. Al mando de cinco galeras concurrió a la defensa del estrecho de Gibraltar (1607), atacado por los moros. Después ejerció cargos de gobierno: como miembro del Consejo colateral de Nápoles durante el virreinato de Antonio Zapata y Cisneros, Llegó a ser teniente general de las galeras de Sicilia en 1622.
No debe confundirse con su tío, Pedro de Gamboa y Leyva, segundo hijo del virrey de Navarra, que también fue comandante de las galeras de Sicilia desde 1595. Este fue sustituido entre 1612-1617 por Octavio de Aragón debido a su tardanza en regresar al puesto, lo que le ocasionó choques contra Pedro Téllez-Girón y Velasco, el famoso Duque de Osuna.
Una vez en la corte, el rey Felipe IV le otorgó el título nobiliario de marqués de Mancera, el 17 de julio de 1623 y pasó a integrar el Consejo Supremo de Guerra. 
El 4 de agosto de 1631 fue designado gobernador y capitán general de Galicia, cargo que ocupó hasta 1637, cuando fue nombrado gobernador de Orán. Finalmente recibió el 24 de febrero de 1638 el cargo de Virrey del Perú, y empleó más de un año en los preparativos de viaje, pues salió de Cádiz el 20 de mayo de 1639.

## Virrey del Perú
Pedro Álvarez de Toledo y Leiva tomó posesión del cargo como el decimoquinto virrey del Perú el 18 de diciembre de 1639, y lo entregó a García Sarmiento de Sotomayor, II conde de Salvatierra el 20 de septiembre de 1648; de modo que rigió los destinos del inmenso Virreinato del Perú durante ocho años, nueve meses y dos días.´´
Ante las frecuentes incursiones de los piratas, y aconsejado por su experiencia militar, dispuso la fortificación del Callao (1640) levantando una muralla de 4 km de largo, la erección de fuertes en Arica y Valdivia (isla Mancera, denominada así en su honor), y aún la defensa de Buenos Aires. Introdujo el uso del papel sellado (1641). 
Visitó las minas de azogue de Huancavelica (1645), para reformar su administración y asegurar el aprovisionamiento del metal; intentó ordenar la explotación del mineral de Potosí. 
Dispuso la venta y composición de tierras, y mediante su ejecución obtuvo dos millones de pesos para la Monarquía Hispánica. 
Aunque tendió a «la conservación, buen tratamiento y alivio de los indios», reconoció que estos tenían por enemigos a corregidores, curas y caciques, «atentos a enriquecer de su sudor», y que ninguna preocupación mostraban por obedecer las providencias dictadas para amparar a aquellos.
Para conocimiento de su sucesor preparó una Relación del estado del gobierno del Perú (al parecer impresa en Lima hacia 1648). De vuelta en la corte, se retiró a su palacio de Mancera, donde murió el 9 de marzo de 1654.

## Familia y descendencia
Pedro Álvarez de Toledo y Leiva se casó en primeras nupcias con Luisa Feijóo de Novoa y Zamudio, I marquesa de Belvís. En segundas nupcias se casó con María de Salazar Enríquez de Navarra, III señora del Mármol. 
Del primer matrimonio nació Francisca de Toledo y Osorio, conocida también como Francisca María de Toledo Osorio Feijóo de Novoa y Leiva, segunda marquesa de Belvís, primera marquesa de Montalbo en 19 de marzo de 1630 y señora de las casas de Zamudio y Zugasti. Un hijo suyo, llamado Pedro, sería el tercer marqués de Mancera y tercer conde de Gondomar.
Del segundo matrimonio nacieron Antonio Sebastián de Toledo Molina y Salazar, segundo marqués de Mancera y Antonia María Álvarez de Toledo Molina y Salazar.
| Predecesor: Luis Jerónimo Fernández de Cabrera y Bobadilla | Virrey del Perú 1639-1648 | Sucesor: García Sarmiento de Sotomayor |